# 长帽隔距兰
长帽隔距兰（学名：Cleisostoma longioperculatum）为兰科隔距兰属下的一个种。

## 扩展阅读
- 維基物種上的相關：长帽隔距兰